# Уколова Вікторія Іванівна
Вікторія Іванівна Уколова (нар. 11 травня 1944, Самарканд, Узбецька РСР, СРСР) — радянський російський історик. Доктор історичних наук, професор.

## Життєпис
Вікторія Іванівна Уколова народилась 11 травня  1944 року в місті Самарканд, Узбекистан  в родині військового.  Закінчила загальноосвітню школу № 2 м. Ромни.  Закінчила історичний факультет і аспірантуру МДУ імені М. В. Ломоносова Закінчила аспірантуру  Московського державного університету імені М. В. Ломоносова. Працювала в Інституті загальної історії. У 1998 році Вікторія Уколова прийшла працювати в  Московський державний інститут  міжнародних відносин Міністерства Іноземних Справ  Росі, де очолила кафедру всесвітньої і вітчизняної історії. Від 1999 до 2013 вона - заступник голови експертної ради з історії ВАК Росії.  Член бюро Російської асоціації медієвістов і істориків раннього Нового часу. Голова редколегії видання РАН "Пам'ятники історичної думки", член редколегій журналів "Вісник древньої історії" і "Середні віки".

## Наукова діяльність
Професор Уколова займається дослідженнями історії і культури пізньоантичного Риму і ранньосередньовічної Європи (V—VII століття). Доктор історичних наук(1987), професор(1994), завідувачка кафедри всесвітньої і вітчизняної історії МДІМВ(У) МЗС Росії. Вона - автор більше десяти монографій, близько трьохсот статей і публікацій. Вікторія Іванівна викладала курси «Історія Древньої Греції і Риму», «Історія і культура Латинського Середньовіччя», спецкурси «Біблія в європейському мистецтві», «Філософи і святі і Пізню античність».
Неодноразово читала лекції в університетах Великої Британії, Франції, Італії, США.

## Наукові роботи
- Уколова, В. И. «Останній римлянин» Боэций. — М.,  Наука, 1987.
- Уколова, В. И. Антична спадщина і культура раннього середньовіччя. — М., Наука, 1989.
- Уколова, В. И. Пізній Рим. П'ять портретів. — М.,  Наука, 1992.
- Уколова, В. И. Немировський А. И. Світло зірок, або останній Розенкрейцер. — М., 1994.
- Уколова, В. И. Античність: історія і культура. У 2-х тт. — М., 1999.
- Уколова, В. И. Історія для завтрашнього дня. — М., 2001. (співавторство).

Монографії іноземними мовами:
- Ukolova V.I. Feudal Society and its Culture ( в соавторстве) — М., 1987.
- Ukolova V.I. Last romans and European culture — М., 1990.
- Ukolova V.I. Intellectual life in the middle age — М., 1990.
- Ukolova V.I. Three defeats or the happy life of Flavius Cassiodorus // Journal of ancient civilizations (China) 1993.
- Ukolova V.I. Los ultimos Romanos et cultura europea. — M., 1991.

## Досягнення
- 1987 — захистила дисертацію і отримала вчену ступінь доктор історичних наук
- 1994 — присуджено вчене звання професор